# Басенков, Пётр Харитонович
Пётр Харито́нович Басенко́в (бел. Пётр Харытонавіч Басянкоў; 13 [26] ноября 1908, Вылево, Могилёвская губерния — 24 июля 1969, Костюковка, Гомельская область) — участник Великой Отечественной войны, механик-водитель танка Т-34 326-го танкового батальона 117-й танковой бригады 1-го танкового корпуса 6-й гвардейской армии 1-го Прибалтийского фронта, Герой Советского Союза (24.03.1945), старший сержант.

## Биография
Родился 13 (26) ноября 1908 года в деревне Вылево в крестьянской семье. Белорус. Окончив начальную школу, с 1922 года работал слесарем в городе Гомеле.
В Красной армии с 1941 года. Участник Великой Отечественной войны с июня 1941 года. Член ВКП(б) с 1944 года. Участник сражений под Сталинградом, на Курской дуге, в Беларуси, Прибалтике, Восточной Пруссии, Германии.
Механик-водитель танка Т-34 326-го танкового батальона (117-я танковая бригада, 1-й танковый корпус, 6-я гвардейская армия, 1-й Прибалтийский фронт) кандидат в члены ВКП(б) старший сержант Пётр Басенков особо отличился при освобождении Латвии.
18 сентября 1944 года у города Добеле Латвийской ССР экипаж танка, в составе которой был механик-водитель Басенков, отбил восемь контратак танков противника, уничтожив три танка и одно самоходное орудие. Оставшись один, после гибели остальных членов танкового экипажа, Пётр Басенков не прекратил боя до подхода подкрепления.
Указом Президиума Верховного Совета СССР от 24 марта 1945 года за образцовое выполнение боевых заданий командования на фронте борьбы с немецкими захватчиками и проявленные при этом мужество и геройство старшему сержанту Басенкову Петру Харитоновичу присвоено звание Героя Советского Союза с вручением ордена Ленина и медали «Золотая Звезда» (№ 5958).
В 1946 году П. Х. Басенков демобилизован. Жил и работал в городе—герое Одессе, затем в Гомеле и в рабочем посёлке Костюковка Гомельской области Беларуси. 
Шесть лет подряд избирался депутатом Костюковского поселкового Совета, был членом Правления Дворца культуры в Костюковке.
Скончался 24 июля 1969 года, похоронен на кладбище в Костюковке (ныне — Гомель).

## Награды и звания
- Медаль «Золотая Звезда» Героя Советского Союза (№ 5958)
- Орден Ленина
- Орден Отечественной войны I степени
- Орден Отечественной войны II степени
- Два ордена Красной Звезды
- Медали, в том числе:
  - Медаль «За победу над Германией в Великой Отечественной войне 1941—1945 гг.»
  - Юбилейная медаль «Двадцать лет Победы в Великой Отечественной войне 1941—1945 гг.»

## Память
- Имя Героя носит улица в городе Добруше[2] и в Гомеле[3] (в 1972 году в Костюковке улица Школьная переименована в улицу Басенкова).
- На доме, где жил Герой, установлена мемориальная доска.
- В Добруше (Гомельская область) на территории Мемориального комплекса «Память» установлены стелы с именами уроженцев района — Героев Советского Союза. На одной из стел указано имя П. Х. Басенкова.
- Стела в честь П. Х. Басенкова установлена на Аллее Героев в Гомеле (ул. Советская)[4][5].
- Имя Героя присвоено средней школе № 13 в г. Гомеле (микрорайон Костюковка, ул. Басенкова, 1)[6]. Одна из экспозиций в школьном музее посвящена Герою.